# Атмосфера Урана

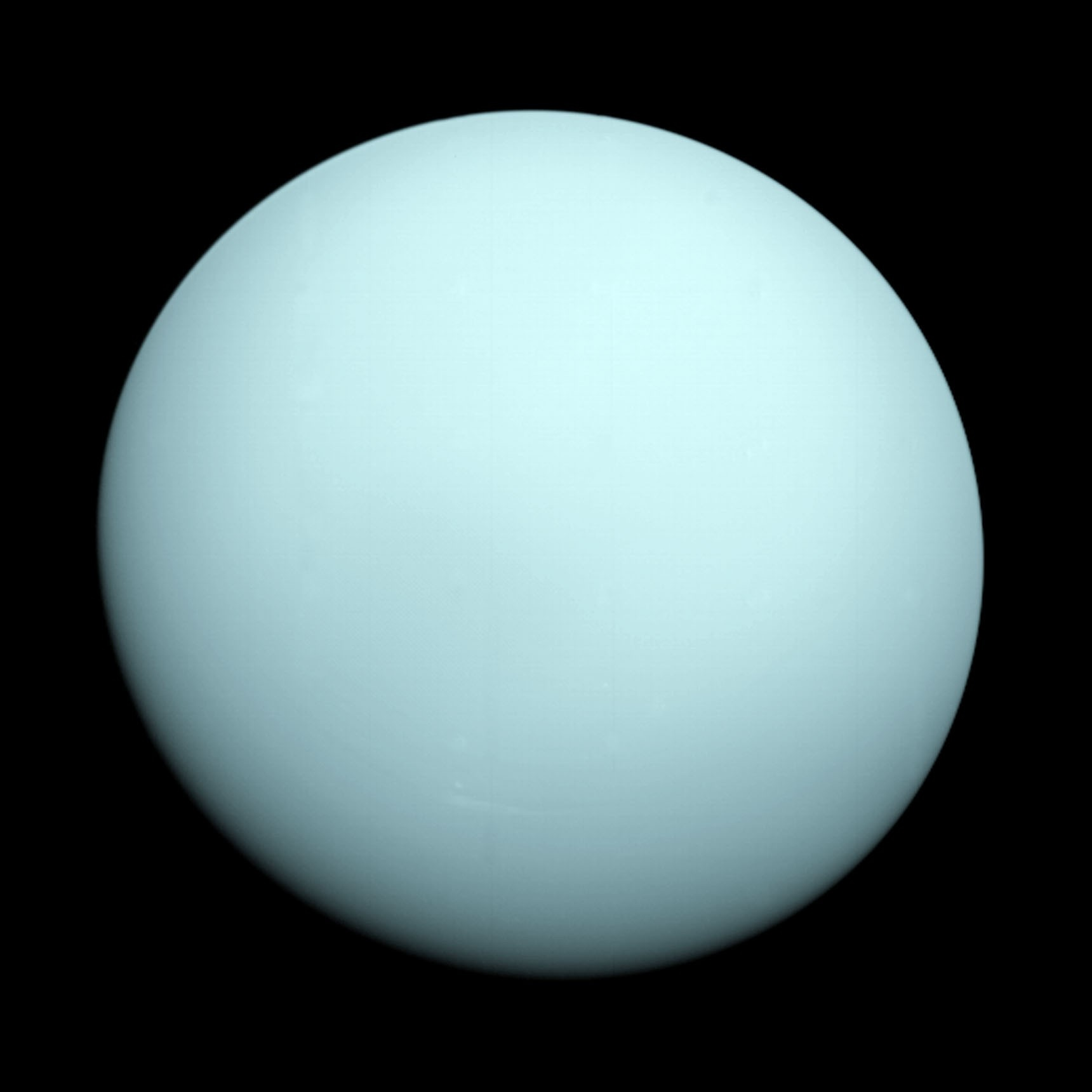
Уран, знімок «Вояджера-2»

Атмосфе́ра Ура́на — газова оболонка, що оточує Уран. Складається переважно з водню й гелію. На великих глибинах вона містить значні кількості води, аміаку й метану. У верхніх шарах атмосфери, навпаки, через низьку температуру міститься дуже мало речовин, важчих від водню й гелію. Атмосфера Урана — найхолодніша з усіх атмосфер планет у Сонячній системі. Її мінімальна температура становить 49 K.
Атмосферу Урана поділяють на три основних шари:
- тропосферу — охоплює проміжок висот від −300 км до 50 км (за 0 прийнято умовну межу, де тиск становить 1 бар) і діапазон тиску від 100 до 0,1 бар;
- стратосферу — покриває висоти від 50 до 4000 км і тиски між 0,1 і 10−10 бар;
- екзосферу — простягається від висоти 4000 км до кількох радіусів планети, тиск у цьому шарі при віддаленні від планети прямує до нуля.

На відміну від земної, атмосфера Урана не має мезосфери.
У тропосфері наявні чотири шари хмар:
- метанові хмари на межі, що відповідає тиску приблизно 1,2 бар;
- сірководневі й аміачні хмари в шарі з тисками 3—10 бар. Температура в цій області становить близько 100 К (–173 °C)[1];
- хмари з гідросульфіду амонію[en] при тисках 20—40 бар,
- водяні хмари з кристаликів льоду нижче умовної межі тиску 50 бар.

Лише два верхніх шари хмар доступні для прямого спостереження, існування шарів, що лежать нижче, передбачено лише теоретично. Яскраві тропосферні хмари рідко спостерігаються на Урані, що, ймовірно, пов'язано з низькою активністю конвекції в глибинних областях планети. Тим не менше, спостереження таких хмар використовувалися для вимірювання швидкості зональних вітрів на планеті, що доходить до 250 м/с.
Про атмосферу Урана наразі відомо менше, ніж про атмосфери Сатурна та Юпітера. Станом на травень 2013 року лише один космічний корабель, «Вояджер-2», вивчав Уран з близької відстані. Ніяких інших місій на Уран поки що не заплановано.

## Спостереження та вивчення
Хоча Уран не має твердої поверхні як такої, частину його газової оболонки, найбільш віддалену від центра й доступну для спостереження в оптичні телескопи, називають атмосферою. Для дистанційного дослідження доступні шари газової оболонки аж до глибини 300 км нижче рівня, що відповідає тиску 1 бар. Температура на такій глибині становить 320 K, а тиск — близько 100 бар.
Історія спостереження атмосфери Урана повна помилок і розчарувань. Уран — відносно слабкий об'єкт, і його видимий кутовий діаметр ніколи не перевищує 4″. Перші спектри атмосфери Урана були отримані з допомогою спектроскопа в 1869 і 1871 роках Анджело Секкі та Вільямом Гаґґінсом, що виявили ряд широких темних смуг, які вони не змогли ідентифікувати. Їм також не вдалося виявити ніяких спектральних ліній, що відповідають сонячному світлу — факт, який згодом помилково інтерпретований Норманом Лок'єром як свідчення того, що Уран випромінює своє власне світло, а не відбиває сонячне. 1889 року це невірне уявлення було спростоване. Природа широких темних смуг у його видимій частині спектра залишалася невідомою до 40-х років XX століття.
Ключ до розшифрування темних смуг у спектрі Урана було знайдено в 1930-ті роки Рупертом Вільдтом і Весто Слайфером, які виявили, що темні смуги на 543, 619, 925, 865 і 890 нм належали газоподібному метану. Це означало, що атмосфера Урана була прозора на велику глибину порівняно з газовими оболонками інших планет-гігантів. 1950 року Джерард Койпер помітив ще дифузну темну смугу в спектрі Урана на 827 нм, яку він не зміг визначити. 1952 року Ґергарда Герцберґа, майбутній лауреат Нобелівської премії, показав, що ця лінія була викликана слабким квадрупольним поглинанням молекулярного водню, який, таким чином, став другою сполукою, виявленою на Урані. До 1986 в атмосфері Урана жодних інших речовин не було виявлено. Спектроскопічні спостереження, що виконувалися з 1967 року дозволили скласти наближений тепловий баланс атмосфери. Виявилося, що внутрішні джерела тепла практично не впливають на температуру атмосфери та її нагрівання здійснюється лише за рахунок випромінювання Сонця. Внутрішнє підігрівання атмосфери не виявив і апарат «Вояджер-2», що відвідав Уран 1986 року.
У січні 1986 року космічний апарат «Вояджер-2» пролітав від Урана на мінімальній відстані 107 100 км і вперше отримав зображення спектра атмосфери планети з близької відстані. Ці вимірювання підтвердили, що атмосфера складалася переважно з водню (72 %) і гелію (26 %), і, крім того, містила близько 2 % метану. Атмосфера освітленої сторони планети на момент її вивчення «Вояджером-2» була вкрай спокійною та не мала великих атмосферних утворень. Стан атмосфери з іншої сторони Урана вивчити не вдалося через полярну ніч на ній. Водночас «Вояджер-2» зафіксував на південному полюсі Урана досить високу швидкість вітру, північний полюс йому побачити не вдалося через нахил Урана.
У 1990-х і 2000-х роках, з допомогою космічного телескопа «Габбл» і наземних телескопів, оснащених адаптивною оптикою вперше спостерігалися дискретні деталі хмарного покриву, що дало астрономам змогу повторно виміряти швидкість вітру на Урані, відому раніше лише зі спостережень «Вояджера-2» і дослідити динаміку атмосфери планети. Вже в 2023 році, з використанням даних радіоастрономічної обсерваторії «Дуже Великий Масив ім. Карла Янського», вчені зафіксували зміни температури на Урані, а також зміни, які відбулись у швидкості вітру та коливаннях слідів газу. Було вперше зафіксовано величезний циклон на північному полюсі Урана, який за своїми характеристиками був дуже схожий на полярні циклони Сатурна.

## Склад

Температурний профіль тропосфери та нижньої стратосфери Урана. Вказано також основні шари хмарності.

Склад атмосфери Урана відрізняється від складу планети в цілому, її головними компонентами є молекулярний водень і гелій. Молярна частка гелію була визначена на основі аналізу, виконаного космічним апаратом «Вояджер-2». Наразі приймаються значення 0,152 ±  0,033 у верхній тропосфері, що відповідає масовій частці 0,262 ± 0,048. Це значення є дуже близьким до масової частки гелію у складі Сонця 0,2741 ± 0,0120.
Третій за розповсюдженістю газ у складі атмосфери Урана — метан (CH4), відомості про наявність якого були отримані в результаті наземних спектроскопічних вимірювань. Метан має сильні смуги поглинання видимого та ближнього інфрачервоного світла, цим зумовлене аквамаринове чи блакитне забарвлення Урана. Нижче метанових хмар, на рівні, що відповідає тиску 1,3 бар частка молекул метану становить близько 2,3 %, що у 10—30 разів більше від аналогічних показників для Сонця. Вміст менш летких сполук, таких, як аміак, вода та сірководень у глибокій атмосфері наразі відомий лише наближено. Вважається, що їхня концентрація в атмосфері Урана перевищує аналогічну для Сонця в десятки, чи навіть сотні разів. Відомості про ізотопний склад атмосфери Урана дуже обмежені. Станом на травень 2013 відоме лише кількісне відношення дейтерію до протію. Воно становить 5,5+3,5
−1,5× 10−5 та було виміряне з допомогою Інфрачервоної космічної обсерваторії (ISO) у 1990-х роках. Це значення помітно вище, ніж аналогічне для Сонця (2,25 ± 0,35× 10−5).
ІЧ-спектроскопія, зокрема вимірювання з допомогою космічного телескопа «Спітцер» (SST), дозволила виявити слідові кількості вуглеводнів у стратосфері Урана, які, ймовірно, були синтезовані з метану під дією сонячного УФ-випромінювання. Вони включають етан (C2H6), ацетилен (C2H2), метилацетилен (CH3C2H), діацетилен (C2HC2H). З допомогою ІЧ-спектроскопії також були виявлені сліди водяної пари, оксиду й діоксиду вуглецю в стратосфері. Ці домішки швидше за все походять із зовнішнього джерела, наприклад, космічного пилу й комет.

## Структура
Атмосферу Урана можна поділити на три основних шари: тропосферу, що охоплює проміжок висот від −300 до 50 км (за 0 прийнято умовну межу, де тиск становить 1 бар), стратосферу, що займає висоти від 50 до 4000 км і екзосферу, що простягається від висоти 4000 км до кількох радіусів планети. На відміну від земної, атмосфера Урана не має мезосфери.